# Distrito de Plön
El Distrito de Plön (en alemán: Kreis Plön) es un Kreis (distrito) de Alemania ubicado en el distrito del estado federal de Schleswig-Holstein. La capital de distrito es la ciudad de Plön.

## Geografía
El distrito de Plön limita al oeste con las ciudades independientes (kreisfreien Städte) de Neumünster y Kiel así como con el distrito de Rendsburg-Eckernförde, al norte limita con la frontera natural de la costa del Mar Báltico, en el este tiene frontera con el distrito de Ostholstein y al sur el distrito de Segeberg.

## Composición del distrito
(Habitantes a 30 de junio de 2005)
| Municipios/Ciudades                                                                               | Municipios/Ciudades                                              |
| ------------------------------------------------------------------------------------------------- | ---------------------------------------------------------------- |
| - Klausdorf (6.029) - Ostseebad Laboe (5.316) - Lütjenburg, Ciudad(5.377) - Plön, Ciudad (12.938) | - Preetz, Ciudad (15.816) - Raisdorf (7.630) - Schönberg (6.496) |

Unión de municipios (Amt) 
| - 1. Amt Bokhorst 1. Bönebüttel (2.079) 2. Großharrie (504) 3. Rendswühren (752) 4. Schillsdorf * (852) 5. Tasdorf (334) - 2. Amt Großer Plöner See [Sitz: Plön] (doce municipios y Bosau, distrito de Ostholstein) 1. Ascheberg (2996) 2. Bösdorf (1.322) 3. Dersau (903) 4. Dörnick (260) 5. Grebin (929) 6. Kalübbe (583) 7. Lebrade (628) 8. Nehmten (272) 9. Rantzau (347) 10. Rathjensdorf (481) 11. Wittmoldt (169) - 3. Amt Lütjenburg-Land [Sitz: Lütjenburg] 1. Behrensdorf (Ostsee) (617) 2. Blekendorf (1.792) 3. Dannau (612) 4. Giekau (1.030) 5. Helmstorf (309) 6. Högsdorf (412) 7. Hohenfelde (1.053) 8. Hohwacht (871) 9. Kirchnüchel (188) 10. Klamp (684) 11. Kletkamp (87) 12. Panker (1.418) 13. Schwartbuck (773) 14. Tröndel (390) | - 4. Amt Preetz-Land 1. Barmissen (151) 2. Boksee (457) 3. Bothkamp (267) 4. Großbarkau (224) 5. Honigsee (467) 6. Kirchbarkau (799) 7. Klein Barkau (267) 8. Kühren (656) 9. Lehmkuhlen (1.331) 10. Löptin (287) 11. Nettelsee (433) 12. Pohnsdorf (450) 13. Postfeld (446) 14. Rastorf (832) 15. Schellhorn * (1.489) 16. Wahlstorf (472) 17. Warnau (378) - 5. Amt Probstei [Sitz: Schönberg (Holstein)] 1. Barsbek (552) 2. Bendfeld (215) 3. Brodersdorf (409) 4. Fahren (130) 5. Fiefbergen (574) 6. Höhndorf (397) 7. Köhn (811) 8. Krokau (427) 9. Krummbek (428) 10. Lutterbek (369) 11. Passade (345) 12. Prasdorf (454) 13. Probsteierhagen (2078) 14. Stakendorf (453) 15. Stein (761) 16. Wendtorf (982) 17. Wisch (715) | - 6. Amt Schrevenborn 1. Heikendorf (8.177)* 2. Mönkeberg (4106) 3. Schönkirchen (6.572) - 7. Amt Selent/Schlesen 1. Dobersdorf (1.082) 2. Fargau-Pratjau (822) 3. Lammershagen (257) 4. Martensrade (982) 5. Mucheln (569) 6. Schlesen (537) 7. Selent * (1.382) 8. Stoltenberg (315) - 8. Amt Wankendorf 1. Belau (388) 2. Ruhwinkel (964) 3. Stolpe (1.293) 4. Wankendorf * (2.954) |